# Zużycie cieplne
Zużycie cieplne – występuje przy dużych prędkościach względnych poruszających się elementów i dużych naciskach (dużych tarciach) w zespołach tribomechanicznych. W tych warunkach pracy, przy złym smarowaniu, wytwarza się dużo ciepła i może wystąpić nadtapianie metalu. Proces ten w konsekwencji wywołuje zatarcie i awarię zespołu.